# 컬러라시 (몰도바)

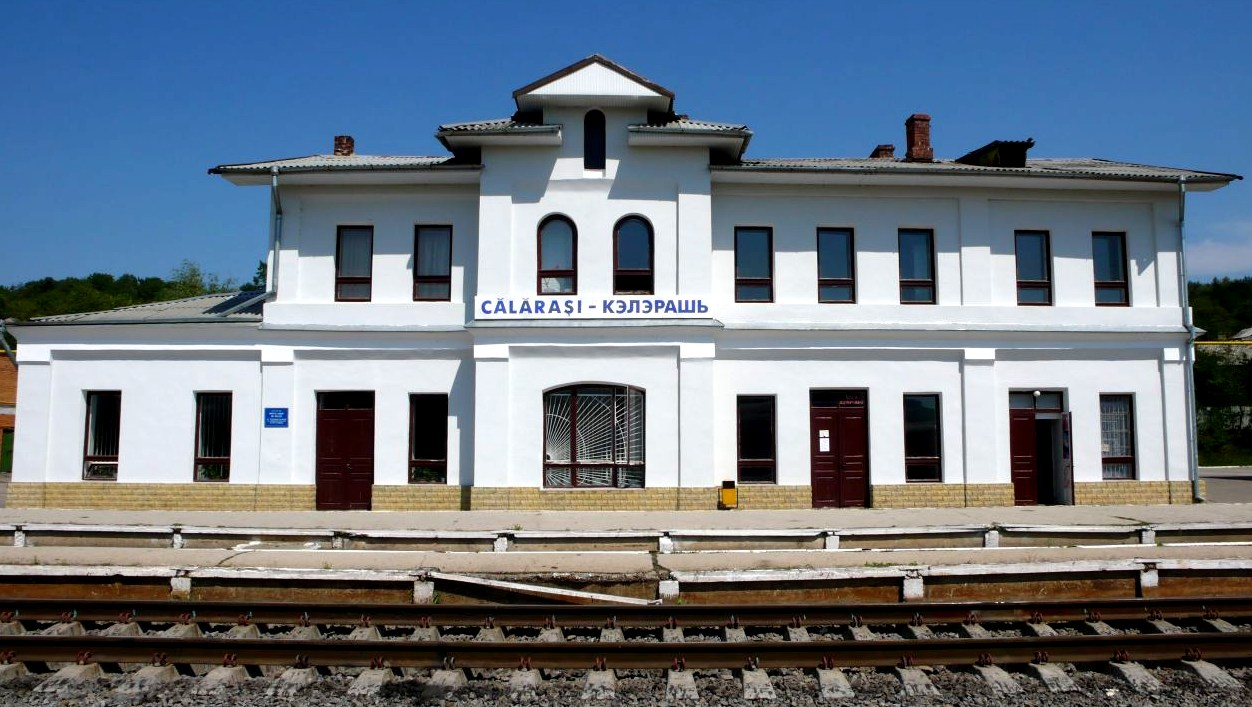
컬러라시의 철도역

컬러라시(루마니아어: Călărași)는 몰도바의 도시로 컬러라시 구의 행정 중심지이며 인구는 16,400명(2012년 기준)이다.